# Slunečná
Slunečná (en allemand : Sonneberg) est une commune du district de Česká Lípa, dans la région de Liberec, en République tchèque. Sa population s'élevait à 136 habitants en 2021.

## Géographie
Slunečná se trouve à 6 km au sud-ouest de Nový Bor, à 8 km au nord-ouest de Česká Lípa, à 41 km à l'ouest de Liberec et à 74 km au nord de Prague.
La commune est limitée par Kamenický Šenov au nord, par Skalice u České Lípy à l'est, par Horní Libchava au sud et par Volfartice et Nový Oldřichov à l'ouest.

## Histoire
La première mention écrite du village date de 1597.

## Transports
Par la route, Slunečná se trouve à 9 km de Nový Bor, à 8 km de Česká Lípa, à 52 km de Liberec et à 100 km de Prague.